# Paraphytus africanus
Paraphytus africanus är en skalbaggsart som beskrevs av Antoine Boucomont 1923. Paraphytus africanus ingår i släktet Paraphytus och familjen bladhorningar. Inga underarter finns listade i Catalogue of Life.